# Fűszerek listája

## Az ismertebb fűszerek
(ismertebb fűszerek listája, a teljesség igénye nélkül)
(A fűszernövényeket lásd bővebben: Haszonnövények listája).
Magyar neve, ~ névváltozat, jellemző (Latin neve) - népies nevei 
1. Áfonya, fekete (Vaccinium myrtillus L.) – (havasi meggy, kukajsza, kukujza, molabogyó, afinya.)
2. Angelika-fű ~ Orvosi angelika, ~ Angyalgyökér, ~ Orvosi angyalgyökér, (Angelica archangelica L.) – (angyalfű, angyelika.)
3. Angosztura (fa), (Galipea officinalis), Angosztúra kéreg – fűszer (Angosturae cortex)
4. Ánizs, (Pimpinella anisum L.) – (illatos ánizs, közönséges ánizs, bécsi- ~ édeskömény.)
5. Babér, (fa v. bokor) (Laurus nobilis L.) – (albertlevél, szagos levél, illatfa, bürbérfa.)
6. Bazsalikom, (Ocimum basilicum)
7. Veres berkenye (Sorbus aucuparia L.) – (Berekenye, kórusfa, piros kutyacseresznye, süvöltin körtvély, gálnafa.)
8. Bodza ~ Fekete bodza (Sambucus nigra L.)Bodzavirág (Sambuci flos)Bodzabogyó (Sambuci fructus)
9. Borágó, (Borago officinalis L.) - (borrach, borrágó, borvirág, báránynyelv, hegyes útifű, kerti ökörnyelv, pirítófű, ürömfű, ökörnyelv.)
10. Boróka ~Közönséges boróka, (Juniperus communis L.) – (apró fenyő, borostyántüske, borosán, borovicska, borsfenyő, fenyőmag, gyalogfenyő, töviskés fenyő.)
11. Bors ~Feketebors, (Piper nigrum L.), (Piperaceae Piper)
12. Borsikafű, (Satureia hortensis L.(Saturejae herba) – (borsfű, bécsi rozmaring, csombor, csombord, csomborbors, hurkafű, kerti izsópfű, kerti méhfű, pereszlén.)
13. Borsmenta ~ Borsos menta (Mentha x piperita L.) – (borsos menta, angol menta, mithen menta.)
14. Cayenne-bors ~ Csilibors, (Capsici fastigiati B.)
15. Cikória, (Cichurium intiybus)
16. Citrom, (Citrus × limon) gyümölcs (Citri fructus)
17. Citromfű, (Melissa officinalis)
18. Citronella (Cymbopogon nardus)
19. Curry por ~ fűszerkeverék
20. Cserszömörce ~ sárga cserszömörce (Cotinus coggygria Scop.) – (szumák)
21. Csillagánizs, (Illicium verum H.) a magja (Anisi stellati fructus) – (Csillagos ánizs, kínai ánizs)
22. Dió ~ Közönséges dió (Juglans regia L.)
23. Édesgyökér ~ Valódi édesgyökér ~ Igazi édesgyökér (Glycyrrhiza glabra L.),(Liquiritiae rhizoma et radix) – (édesfa, cukorkóró,)
24. Édeskömény, (Foeniculum vulgare) termés (Foeniculi fructus), - (ánizskapor, fennel.)
25. Ehető gomba
26. Erdei szamóca ~ Szamóca (Fragaria)
27. Fahéj, (Cinnamomum cassia B.) v. Cinnamomum zeylanicum) ~ C. verum). Fahéj, fűszer (Cinnamomi cassiae cortex)
28. Fehér mustár ~ Angol mustár, (Sinapis alba L.)~Mustármag (Sinapis albae semen) – (Fehér repcze.)
29. Fehér üröm, (Artemisia Absinthium L.) – (Bárány-, hegyi, patikai v. pusztai üröm, kálvinista tapló, nesétfű).Fehér ürömfű, gyógytea (Absinthii herba)
30. Fekete mustár, (Sinapis nigra)
31. Fekete nadálytő ~Fekete nadály, (Symphytum officinale L.) – (Forrasztófű, madárgyökér nadár-, nadálygyökér, összeplántálófű, sarkosfű, vagy feketegyökér.)
32. Fekete üröm, (Artemisia vulgaris L.) – (Anyafű, féregmag, füvek anyja, kálomista tapló, mátrafű, Szent-János füve v. öve, tapló, veres üröm)
33. Fodormenta, (Mentha spicata L.) ~levél, (Menthae crispae folium) – (köményes menta ~ kerti menta)
34. Fokhagyma, (Allium sativum L.)
35. Fűszerkömény, (Carum carvi),~ Kerti kömény ~ Kömény mag, termése (Carvi fructus), – (keménymag)
36. Galanga ~ kinai gyömbér (Galanga maioris) (Galanga minoris) és a (Galanga cardamomum).
37. Görögszéna, (Trigonella foenum-graecum L.) – (görög lepkeszeg, fenő grék (fenugreek))
38. Gránátalma ~ Közönséges gránátalma, (Punica granatum L.)
39. Grape fruit ~ Grépfrút, ~Citrancs (déligyümölcs)(Citrus x paradisi) illetve Citrus decumana
40. Gyömbér, (Zingiber officinale Roscoe) – (ginger, gingiber, ingwer.)
41. Illatos ibolya ~Árvácskafű, (Viola odorata L.) – (Fácsinka, gyönge virág, kék, márciusi, szederjes ~ tavaszi ibolya v. viola.)
42. Izsópfű ~ Közönséges izsóp, (Hyssopus officinalis L.) ~Izsópfű (Hyssopi herba)
43. Kakukkfű ~ Kerti kakukkfű, (Thymus serpyllum L.) – (balzsamfű, démutka, kakucskafű, kerti kakukkfű, mezei kakukkfű, timián, tömjénfű, töményfű ~ vadcsombor.)
44. Kálmos ~ Orvosi kálmos (Acorus calamus) Védett! Természetvédelmi értéke: 5000 Ft – (bécsi sás, kalmus, kálmus, orvosi kálmos, vízililiom.)
45. Kapor, (Anethum graveolens L.) Kaporfű fűszer (Anethi herba) ~ Kapor-mag fűszer (Anethum graveolens fructus)– (fűszerkapor, kertikapor, kertikömény, uborkafű.)
46. Kapri cserje (Capparis spinosa) ~Kapri bogyó virágbimbó (Capparis flos) - (kaporna, tüskés kaporna, kápri)
47. Kardamomum, (Elettaria cardamomum White), ~Kardamomi mag (Kardamomi fructus) – (kardamomi mag)
48. Kaszkarilla, cserje, v. kis fa.(Croton eluteria L.),kéreg fűszer (Caskarellae cortex) – (bahamakéreg)
49. Komló ~ itt Komló (növény),(Humulus lupulus L.)
50. Konyhasó ~ nátrium-klorid, melynek képlete: NaCl)
51. Koriander, (Coriandrum sativum L.) – (belédfű, cigánypetrezselyem, kínai petrezselyem, koriandrom, koriandromfa, pakilintsfű, temondádfű, zergefű.)
52. Kökény ~ (Prunus spinosa L.) termés (Pruni spinosae fructus) virág (Pruni spinosae flos) – (kökény, boronafa)
53. Körömvirág, (Calendula officinalis L.) virágja (Calendulae flos) virágfészek (Calendulae anthodium)
54. Közönséges levendula, (Lavandula angustifolia), (Lavandula officinalis) ~ Levendula virág (Lavandulae flos)
55. Közönséges vasfű, (Verbena officinalis) ~Vasfű, (Verbenae herba)
56. Kurkuma növény (Curcuma longa L.) gumója (Curcumae rhizoma)
57. Lestyán, (Levisticum officinale) ~ levél (Levistici folium) ~ gyökér (Levistici radix) - (Lecsihan, leustyan, levescsík, levestikom, levestököm, löböstök, lóstya, orvosi lestyán.)
58. Majoránna, (Majoranna hortensis M.), levél fűszer (Majoranae herba)
59. Mák ~Termesztett mák, (Papaver somniferum L.)
60. Medvehagyma (Allium ursinum L.)
61. Menta, (Mentha piperita)
62. Napraforgó, (Helianthus annuus L.) -(szotyola)
63. Narancs, (Citrus aurantium L.). ~héj (Aurantii cortex)
64. Nőszirom, (Iris)
65. Padlizsán ~ Tojásgyümölcs, (Solanum melongena L.) – (Törökpaprika, Kékparadicsom, vinetta,)
66. Paprika, (Capsicum annum L.)
67. Paradicsom, (Lycopersicon esculentum MilL.)
68. Pasztinák ~ Paszternák, (Pastinaca sativa L.) - (paszternák, olaszrépa, édesgyökér.)
69. Petrezselyem család (Petroselinum) ~ Levélpetrezselyem (Petroselinum hortense sativum H.)
70. Póréhagyma (Allium porrum) – (práz hagyma)
71. Rebarbara ~ Tenyeres rebarbara, (Rheum rhaponticum L.)
72. Retek, ~ Fekete retek, ~ Hónapos retek, ~ Jégcsap retek, (Raphanus sativus L.)- (kerti retek, réparetek)
73. Rómaikömény, (Cuminum cyminum L.)
74. Rozmaring, (Rosmarinus officinalis L.), ~levél (Rosmarini folium)
75. Rum, természetes anyagokból erjesztett rum eszenc, érlelt cukornád (Saccharum officinarum) melasz
76. Sáfrány, (Crocus sativus)
77. Sáfrányos szeklice, ~Olajözön, (Carthamus tinctorius L.) – (bogáncs sáfrány, fattyú sáfrány, magyar pirosító, pór-, tót-, ~ vadsáfrány, szelice, szeliczke.)
78. Snidling, Metélőhagyma, (Allium schoenoprasum L.) – (Keserű-, ~ pázsithagyma, snidling, régi nevén hagymafű)
79. Spenót, ~ Paraj, (Spinacia oleracea L.)
80. Szagosmüge, (Asperula (Galium) odorata L.) ~Szagosmügefű (Asperulae odoratae herba) – (Csillagos májfű v. szagos májusfű; csillag szívfű, erdei mester, v. erdőmesterfű, erdődísz. érdeske.)
81. Szamóca, ~ Erdei szamóca, (Fragaria vesca), ~ Szamócalevél (Fragariae folium
82. Szareptai mustár (Brassica juncea)
83. Szarkaláb,
84. Szarvasgomba (Tuber aestivum)
85. Szeder fekete (Rubus fruticosus) ~Hamvas szeder, (Rubus caesius L.) ~ levél (Rubi fruticosi folium)
86. Szegfűbors (fa)(Pimenta racemosa MilL.) ~ Jamaicaibors, (Pimenta dioica L.) ~Szegfűbors termése (pimentea fructus) – (amomummag, angol fűszer, jamaicai bors, piment.)
87. Szegfűszeg, (Syzygium aromaticum L.) ~fűszer (Caryophylli flos)
88. Szerecsendió fa (Myristica fragrans)~termés (nux mochata) -(muskátdió) ~ Szerecsendióvirág (macidis flos)
89. Szezám mag (Sesamum indicum L.)
90. Szójabab, (Glycine max L.)
91. Szurokfű (közönséges), ~ vadmajoránna, ~ oregánó (Origanum vulgare L.), fűszer (Origani vulgaris herba) - (Fekete gyopár, murvapikk, száraz fű, szurokszagú fű, vargák festő füve, vargák füve, balzsammag, közönséges szurokfű, latin nevéből: oregánónak.)
92. [ Tamarindusz (Tamarindus indica)
93. Tárkony (Artemisia dracunculus L.)~Tárkonyürömfű (Dracunculi herba)- (esztragon, tárkonyüröm, tárkonyürömfű.)
94. Tárnics ~ Sárga tárnics, (Gentiana cruciata L.) ~ Tárnicsgyökér (Gentianae radix et rhizoma)
95. Tea, (Camellia sinensis L.), Tealevél (Theae folium)
96. Téli szarvasgomba (Tuber brumale)
97. Télizöld meténg ~ Kis meténg (Vinca minor L.) – (Télizöld, billing, boncs, bőrvéng, erdei puszpáng, földi borostyán, folyó fű, loncz, mirtuszkoszorú, szászfű, százfű, téli- v. örökzöld.)
98. Termesztett szamóca, (Fragaria x anannassa Duch.) ~ Földieper, (Fragaria ananassa)
99. Tojásgyümölcs ~ Padlizsán (Solanum melongena L.) - (török paradicsom, tojásgyümölcs, kék paradicsom, de egyes vidékeken pl.:Erdélyben: vinete, vinetta)
100. Torma (közönséges) (Armoracia rusticana G. M. Sch.) ~Torma, (Armoracia lapathifolia)
101. Turbolya ~ Zamatos turbolya, (Anthriscus cerefolium L.) Hoffm. – (Articsóka, kerti turbolya, illatos turbolya, olasz saláta, zamatos turbolya, édespetrezselyem)
102. Útszéli zsázsa (Lepidium draba L.) – (Borserejű fű, borsfű, borsika, borsikatorma, rézsuka, sásafű, szépítő fű, törökországi torma, pórmustár.)
103. Üröm (növény), Fehér üröm, (Artemisia absinthum), Fekete üröm, (Artemisia vulgaris L.)
104. Vad pasztinák ~ Paszternák(Pasztinaca sativa)
105. Vadszeder ~ Feketeszeder, (Rubus fruticosus L.) – (szeder, fekete szeder, földi szeder.)
106. Vadrózsa ~ Gyepűrózsa, (Rosa canina L.) – (csipkebokor, hecsedli bokor)
107. Valódi muskátdió (fa)Szerecsendió, (Myristica fragrans)
108. Vanília, (Vanilla planifolia L.) – (kerti vanília, vanillin.)
109. Vér mogyoró (Corylus maxima)
110. Veres ribiszke (Ribes rubrum L.) – (Kerti ribizli, Szt. Iván- v. Szt. János szőlőcskéje, veres v. tengeri szőlő, borfüge.)
111. Vöröshagyma ~ Vereshagyma (Allium cepa L.) – (hajma, vöröshagyma, a zsidószalonna, mózespecsenye)
112. Vörös áfonya, (növény) (Vaccinium vitis-idaea), (gyümölcs) (Vaccinium vitis-idea fructus) Védett! Természetvédelmi értéke: 10 000 Ft – (fojmincz, havasi meggy, kövi málna, veres áfonya)
113. Zeller, (Apium graveolens L.) – (celler)
114. Zilíz, orvosi zilíz (Althaea officinalis L.) – (bársonyos mályva, ejbis, fehérmályva)
115. Zöldborsó (Pisum sativum L.)
116. Zöldmenta (Mentha spicata)
117. Zsálya, v.Orvosi zsálya, v.Kerti zsálya, (Salvia officinalis L.) Zsálya levél (Salviae folium)
  - Enyves zsálya (Salvia glutinosa L.), népies neve: Méregvonó lapú.
  - Ló zsálya (Salvia verticillata L.), népies nevei: Gyűrűs ~ pereszlén-forma zsálya, macskaláb.
  - Mezei zsálya (Salvia pratensis L.), népies nevei: Foszló virág, lóbárzsing, réti-, vad-, ~ skárlát-zsálya.
  - Polyhos zsálya (Salvia austriaca Jacq.), népies neve: Osztrák zsálya.
118. Szintetikus „fűszerek”: gyümölcsészterek, pentil-acetát (körte), 3-metil-butil-acetát (banán), oktil-acetát (narancs), metil-formiát (eper), amil-acetát (császárkörte), propil-izobutirát (a jólismert rumaroma).